# Cooperativa de Consum la Protectora
La Cooperativa de Consum la Protectora és un edifici eclèctic del municipi de Cassà de la Selva (Gironès) que forma part de l'Inventari del Patrimoni Arquitectònic de Catalunya.

## Descripció
És un edifici urbà organitzat a partir d'unificar dues construccions anteriors. La façana manté el caràcter urbà amb tot el repertori formal romànic propi de l'època. Destaquem el guardapols amb decoracions de motius florals i geomètrics, així com el coronament de les façanes amb balustrada, cornisa i mènsules. La façana és arrebossada totalment. L'edifici és d'estructura metàl·lica amb pilar central que suporta les jàsseres i el forjat de revoltons de rajola.

## Història
L'edifici es troba inserit en el context de major esplendor de la indústria del suro, que comportà l'aparició industrial, habitatges així com cooperativa de consum. Va deixar de funcionar a principis dels anys 60 del s. XX. Hi havia queviures i magatzems de cereals.